# Stazione di Torralba
La stazione di Torralba è una stazione ferroviaria (chiusa al pubblico) al servizio del comune di Torralba, situata lungo la ferrovia Cagliari-Golfo Aranci.

## Storia

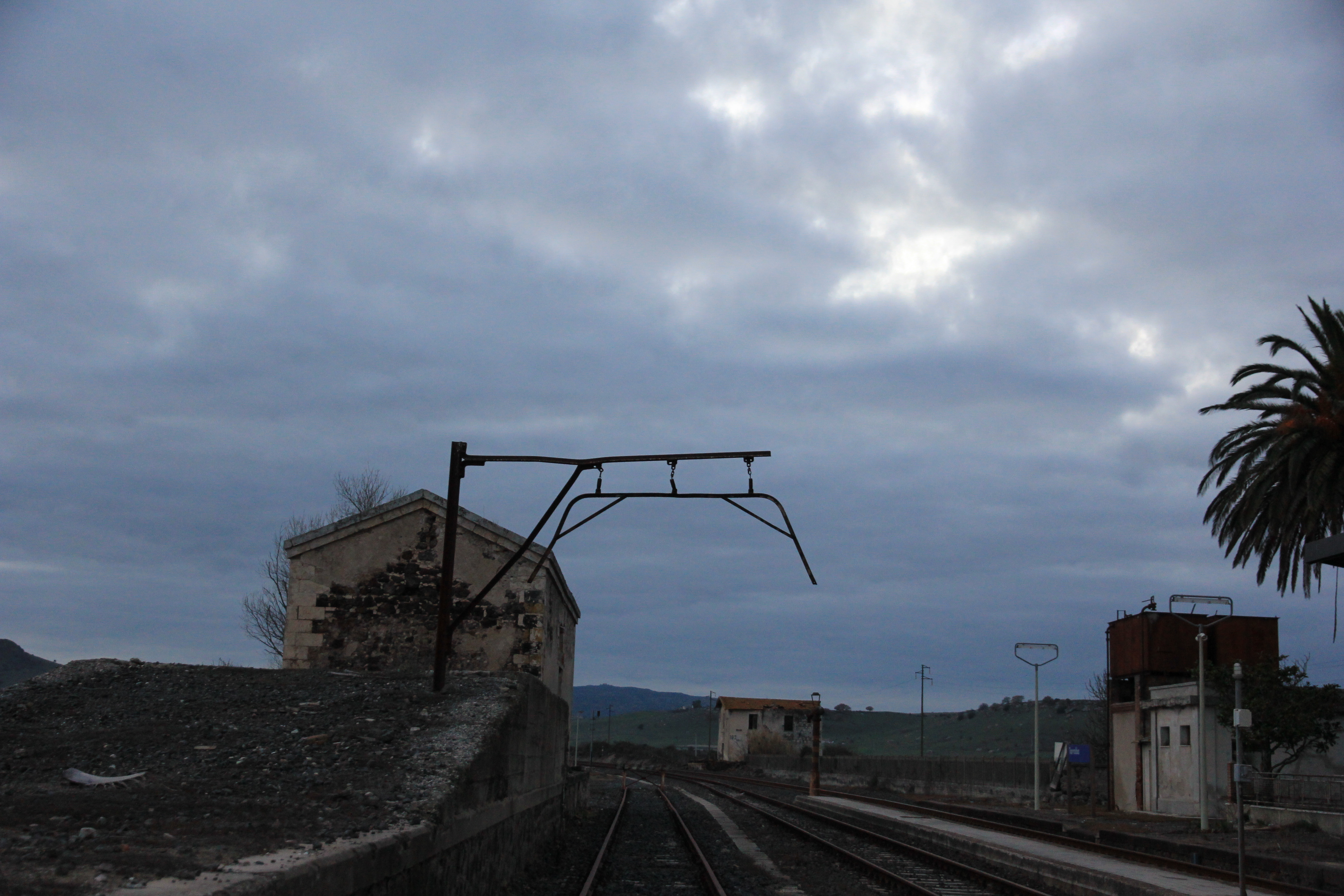
Le strutture dello scalo merci dell'impianto, in disuso dalla fine del Novecento

Questa stazione situata a circa cinque chilometri a sud est del paese di Torralba fu realizzata dalla Compagnia Reale delle Ferrovie Sarde negli anni settanta dell'Ottocento, durante i lavori di costruzione della Dorsale Sarda, la linea che, una volta completata, avrebbe unito Cagliari e Golfo Aranci. L'apertura dello scalo risale al 21 dicembre 1878, e venne inaugurata insieme al tronco tra Chilivani e Giave della linea, proseguendo poi l'attività per oltre quarant'anni sotto le insegne della Compagnia Reale.
Nel 1920 la concessione delle Ferrovie Reali terminò e la rete a scartamento ordinario sarda insieme alle sue stazioni (compresa quella di Torralba) passarono sotto la gestione delle Ferrovie dello Stato (dal 2001 titolari dell'impianto tramite la controllata RFI). Nell'ultima parte del Novecento lo scalo torralbese vide cessare i traffici merci al suo interno; dal 9 dicembre 2007 inoltre la stazione è disabilitata anche al servizio viaggiatori. Da allora la struttura permane attiva come località di servizio e con funzioni di posto di movimento.

## Strutture e impianti

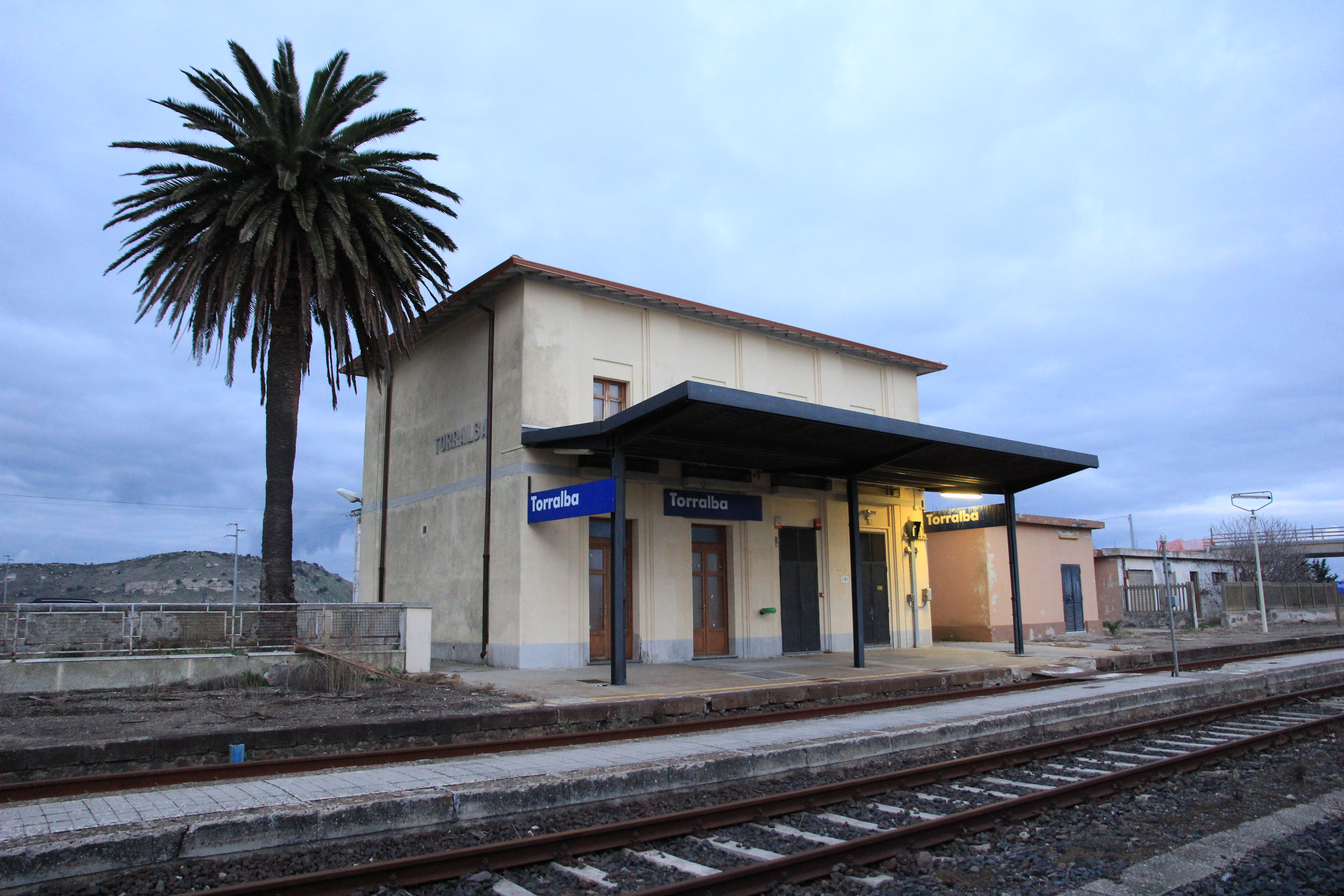
Il fabbricato viaggiatori della stazione

La stazione, che presenta caratteristiche di scalo passante, presenta una configurazione del piano del ferro con tre binari: di essi il primo è quello di corsa, da cui si dirama il secondo, passante. Da quest'ultimo ha origine a sua volta il binario tre dello scalo, un tronchino usato in passato per il servizio merci: affiancato a questo binario si trova infatti lo scalo merci della stazione (in disuso), comprendente un magazzino (di cui permangono le mura perimetrali) ed un piano caricatore con annessa rampa di scarico dall'alto delle merci.
All'altro capo dei binari, a nord del piazzale ferroviario, sono situati gli altri edifici dell'impianto: tra essi il maggiore è il fabbricato viaggiatori, costruzione su due piani a pianta rettangolare con quattro luci di apertura sui lati maggiori. Ad est di questa costruzione sono presenti altri due edifici di servizio, mentre ad ovest si trova il piccolo fabbricato dei servizi igienici ed il serbatoio idrico della stazione. Quest'ultimo, del tipo a cisterna, in passato alimentava due rifornitori idrici presenti tra i binari uno e due.
La stazione è impresenziata e il movimento nell'impianto è controllato in remoto dal DCO di Cagliari.

## Movimento

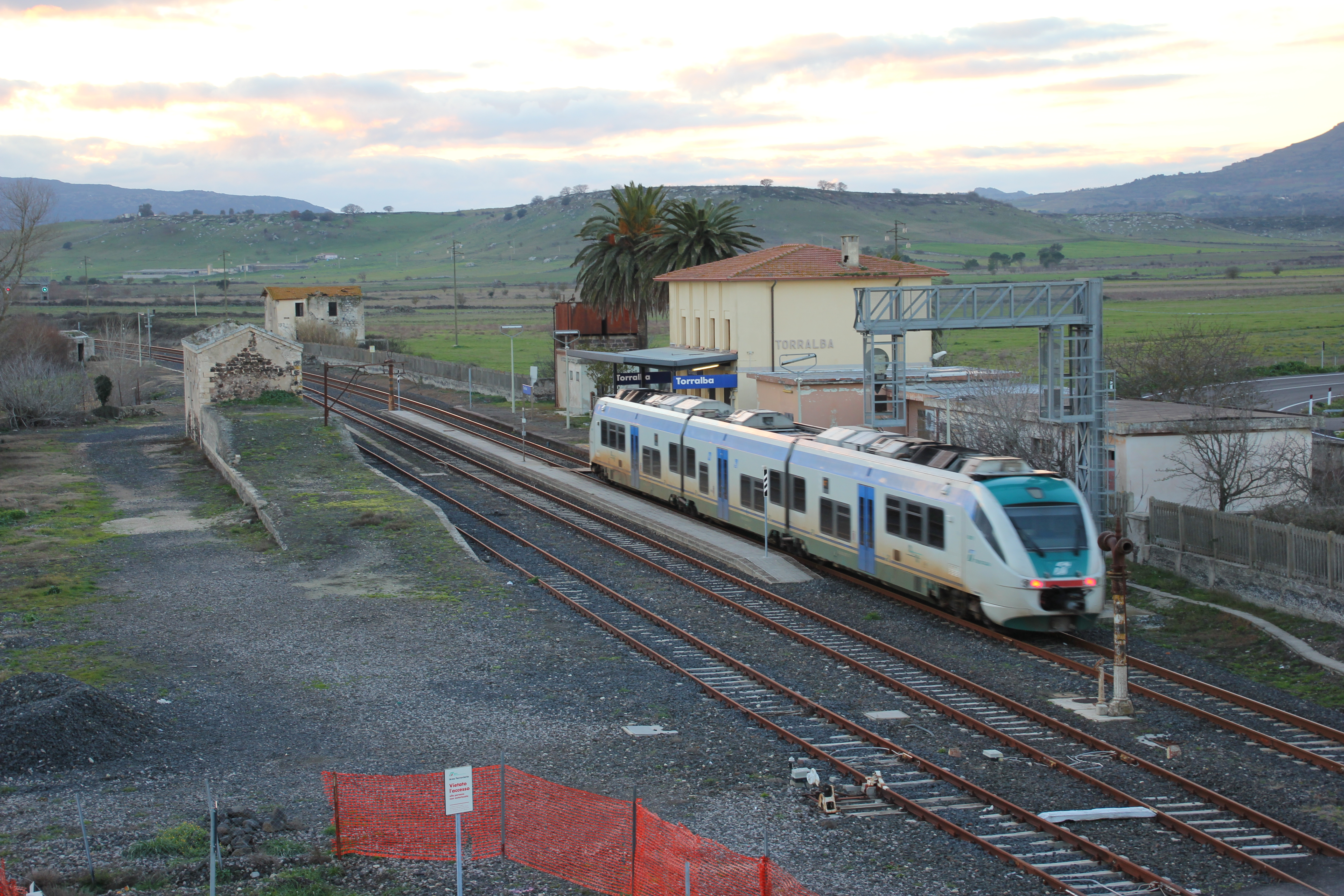
Minuetto di Trenitalia in transito nell'impianto: nessuna relazione viaggiatori prevede la sosta nell'impianto dalla fine del 2007

Dal dicembre 2007 la stazione è disabilitata al servizio viaggiatori, e nessun convoglio vi effettua sosta. In precedenza lo scalo era raggiunto dai treni espletati dalle Ferrovie dello Stato e successivamente da Trenitalia.